# Svenska kyrkan i Sydney
Svenska kyrkan i Sydney är en av Svenska kyrkans utlandsförsamlingar. Liksom de andra församlingarna i Svenska kyrkan utlandet sorterar den under Visby stift.

## Administrativ historik
Församlingen bildades 1988 som en fristående kyrkoförening. Församlingen fick från och med 1989 stöd från Svenska kyrkan i utlandet.

## Komministrar
| Ämbetstid | Namn      | Levnadstid | Övrigt |
| --------- | --------- | ---------- | ------ |
| 2007–     | Katja Lin | 1968–      | [ 4 ]  |

### Fotnoter
1. ↑  läs online, www.svenskakyrkan.se , läst: 15 juni 2022.[källa från Wikidata]
2. ↑  ”Visby stift”. www.svenskakyrkan.se. https://www.svenskakyrkan.se/visbystift. Läst 6 november 2024.
3. ↑  ”Svenska kyrkan i Sydneys Historik”. Svenska kyrkan i Sydney. 16 maj 2017. https://www.svenskakyrkan.se/sydney/sydney-om-oss. Läst 15 juni 2022.
4. ↑   Matrikel 2016: Svenska kyrkan (69:a utgåvan). Stockholm: Verbum. 2016. sid. 415. ISBN 978-91-5263615-2